# Temporada 1984 del Campeonato de España de Rally de Tierra
La temporada 1984 fue la 2.º edición del Campeonato de España de Rally de Tierra. Comenzó el 13 de mayo en el Rally RACE Sevilla y terminó el 8 de diciembre en el Rally RACE Madrid.

## Calendario
| N.º | Fecha           | Prueba                       | Notas |
| --- | --------------- | ---------------------------- | ----- |
| 1   | 13 de mayo      | Rally RACE Sevilla           |       |
| 2   | 3 de junio      | Rally de Tierra de León      |       |
| 3   | 24 de junio     | Rally RACE de Lugo           |       |
| 4   | 9 de septiembre | Rally de Tierra de Castellón |       |
| 5   | 14 de octubre   | Rally RACE Aragón            |       |
| 6   | 3 de noviembre  | Rally RACE Catalunya         |       |
| 7   | 8 de diciembre  | Rally RACE Madrid            |       |

## Equipos
| Equipo           | Vehículo             | Piloto             | Copiloto            | Rondas           |
| Equipos privados | Equipos privados     | Equipos privados   | Equipos privados    | Equipos privados |
| ---------------- | -------------------- | ------------------ | ------------------- | ---------------- |
|                  | Talbot Samba Rallye  | Antonio Zanini     | Josep Autet         | 1-7              |
|                  | SEAT 124-1800        | Josep María Servià | Lluis Corominas     | 2-7              |
|                  | Talbot Sunbeam Lotus | Isidro Oliveras    | Francesc Bofill     | 1-7              |
|                  | Renault 5 Turbo      | Guillermo Barreras | Luis Barreras       | 1-3, 5-7         |
|                  | BMW 323i             | Fernando Capdevila | Margarita Cortecero | 1, 4, 6-7        |

## Clasificación
| Pos. | Piloto              | 1   | 2   | 3   | 4 | 5   | 6   | 7   | Puntos |
| ---- | ------------------- | --- | --- | --- | - | --- | --- | --- | ------ |
| 1.   | Antonio Zanini      | 1   | 1   | 2   | 1 | Ret | Ret | 2   | 148    |
| 2.   | Josep María Servià  |     | Ret | 3   | 2 | 1   | 1   | 3   | 131    |
| 3.   | Isidro Oliveras     | 2   | 4   | Ret | 3 | 2   | 2   | 7   | 125    |
| 4.   | Guillermo Barreras  | Ret | Ret | 1   |   | Ret | 4   | 1   | 82     |
| 5.   | Fernando Capdevila  | 6   |     |     | 4 |     | 5   | Ret | 75     |
| 6.   | Mariano Lacasa      | 8   |     |     |   | 5   |     |     | 73     |
| 7.   | Ricardo Muñoz       | Ret |     | 4   |   |     | 8   | 5   | 69     |
| 8.   | Ramón Pich          |     | 6   | 5   | 5 | 3   | Ret | 12  | 64     |
| 9.   | Miguel Prieto       | 10  |     |     |   |     |     |     | 62     |
| 10.  | Josep Couret        |     | 2   |     |   | Ret | 3   | 9   | 60     |
| 11.  | Aitor Linacisoro    | 3   |     |     |   |     |     |     | 57     |
| 12.  | Xavier Juvanteny    |     |     |     |   | 7   |     | 11  | 57     |
| 13.  | Ignacio Sunsundegui |     |     |     |   |     |     | 8   | 55     |
| 14.  | Begoña Kaibel       |     |     |     |   |     |     |     | 53     |
| 15.  | Jaime Hernández     | 11  |     |     |   |     |     |     | 53     |